# Синьків Володимир Тарасович
Володи́мир Тара́сович Синьків (1998, с. Микуличин, Івано-Франківська область — пом. 8 квітня 2022, с. Вірнопілля, Харківська область) — старший солдат 4 батальйону ДУК ПС, учасник російсько-української війни, що загинув під час російського вторгнення в Україну 2022 року.

## Життєпис
Закінчив військовий ліцей. Після досягнення 18-річного віку пішов воювати у складі 10 ОГШБр. Під час служби в ЗС України був поранений. У перший день російського вторгнення в Україну долучився до ДУК «Правий сектор». Боєць 4-ї роти 2-го окремого батальйону ДУК ПС. Залишилися дружина і троє дітей.

## Загибель
Під час розосередження по периметру зазнав уламкового поранення в ногу. Незабаром ще один уламок прилетів йому в руку. Проте він і далі вів бій. Після початку шквального обстрілу командир віддав наказ змінити позицію. Комбат Тарас Бобанич, 2 бійці, серед яких був Фокус, прикривали відхід побратимів, коли по них почали бити танки. Саме вони і вбили командира друга Хаммера. Одразу прилетів другий ворожий снаряд, через який загинув Фокус, який закрив собою медика, чим врятував йому життя. Нагороджений орденом «Богдана Хмельницького» III ступеня (посмертно).